# Casa morarului din Răstoci
Casa morarului din Răstoci este o casă de lemn ridicată în satul omonim din comuna Ileanda, județul Sălaj. Aceasta datează din anul 1870 și se află pe lista a monumentelor istorice sub codul LMI: SJ-II-m-B-21139.